# Traction animale

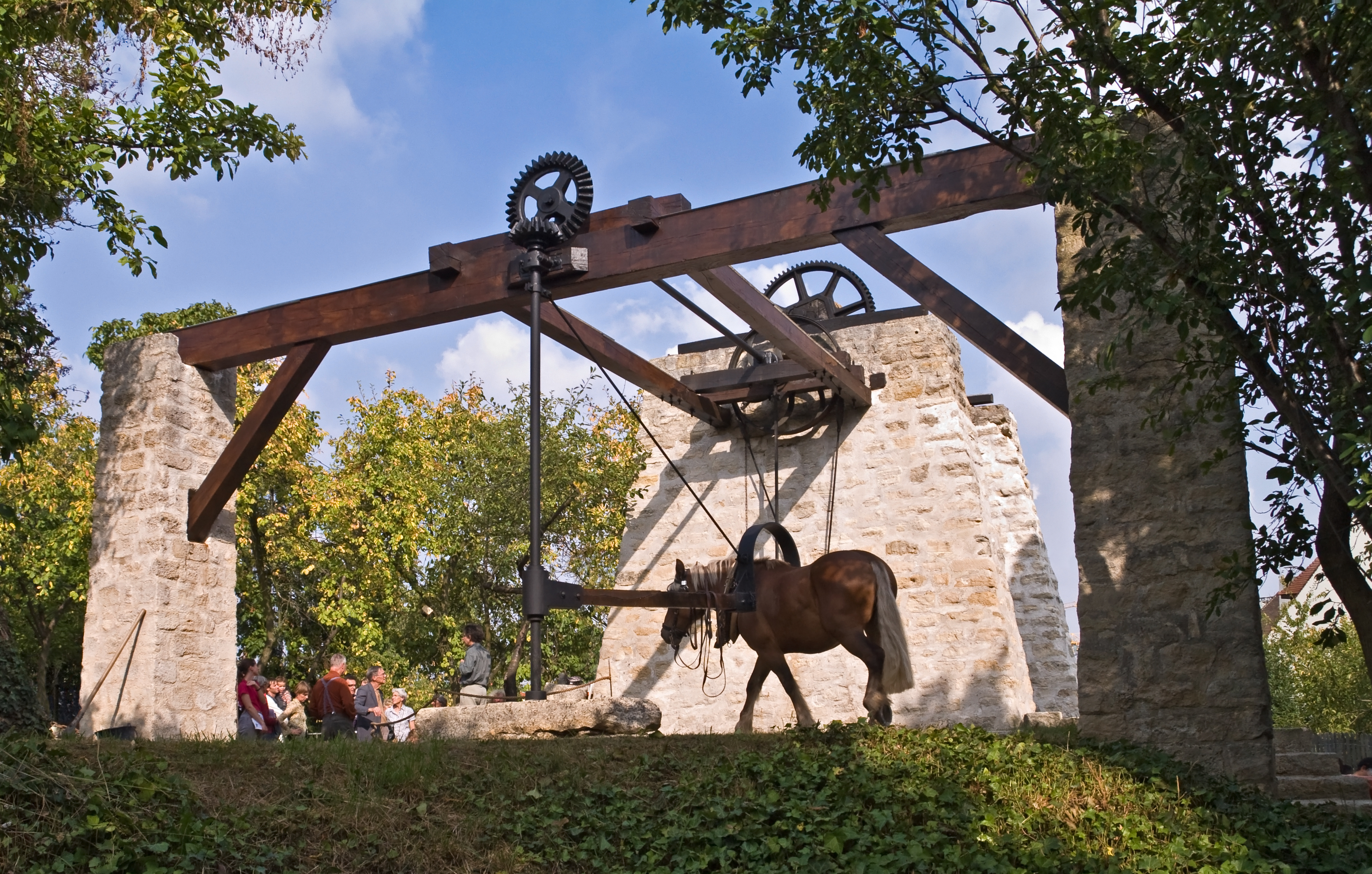
Treuil à traction animale d'une ancienne carrière (Châtillon, France).

La traction animale est l'utilisation d'animaux domestiques par l'Homme pour :
- le transport de personnes et de biens (véhicule hippomobile, char, charrette, traîneau, bât, équitation) ;
- les travaux agricoles, notamment le labour, mais aussi le travail du sol sans retournement selon les principes de l'agroécologie, l'entretien des cultures (désherbage) et la récolte ;
- la guerre ;
- des travaux industriels (actionner des machines telles que noria, treuil ou moulin à huile, trépigneuse, manège) ;
- le sport et les loisirs avec les concours et les courses d'attelages.

Ces animaux sont appelés des animaux de trait. Les hommes peuvent en chevaucher certains, les charger, ou les harnacher.

## Animaux de trait communs
- Le cheval et la traction hippomobile, attelage, cheval de trait, équitation.
- Le mulet est un bon intermédiaire entre le cheval et l'âne. Plus actif et puissant que l'âne, il se déplace aisément en terrain difficile. C'est le compromis idéal en région sèche car à poids et travail égal il consomme 20 à 30 % de nourriture en moins. Il est cependant quasi inapte à se reproduire et son éducation parfois plus difficile est à commencer sur de jeunes animaux[1].
- L'âne est plus petit que la plupart des animaux de trait. Il compense sa force de traction moins importante par de nombreux autres avantages. Il consomme moins de nourriture et peut valoriser du fourrage plus grossier tel que des feuilles, il passe plus facilement dans les endroits exigus comme les serres ou terrasses, il a un comportement moins émotif qu'un cheval, il est très rustique dans les zones sèches, et sa petite taille en fait un animal plus à taille humaine et moins impressionnant[1].
- Le bœuf (taureau castré) est un animal de trait intéressant. En effet, il développe une force de traction importante et est résistant à l'effort. S'il est plus lent que le cheval, cela permet un meilleur contrôle de la machine et minimise grandement le risque d'accident. La possibilité de valoriser la carcasse bovine en fin de carrière est un atout dans les pays où la viande équine est peu consommée. La vache peut également offrir une alternative intéressante. Elle peut fournir en plus de son travail du lait et des veaux pour prendre la suite. Néanmoins, sa puissance de travail est moindre que celle d'un bœuf et elle a des besoins alimentaires supérieurs[2].
- Le zébu.
- Le dromadaire est un animal de bât et de monte privilégié dans sa zone de répartition. Il fournit aux nomades qui l'utilisent lait, viande et poils pour le tissage et se contente d'une nourriture pauvre dans les zones arides[2].
- Le chameau.
- L'éléphant.
- Le renne.

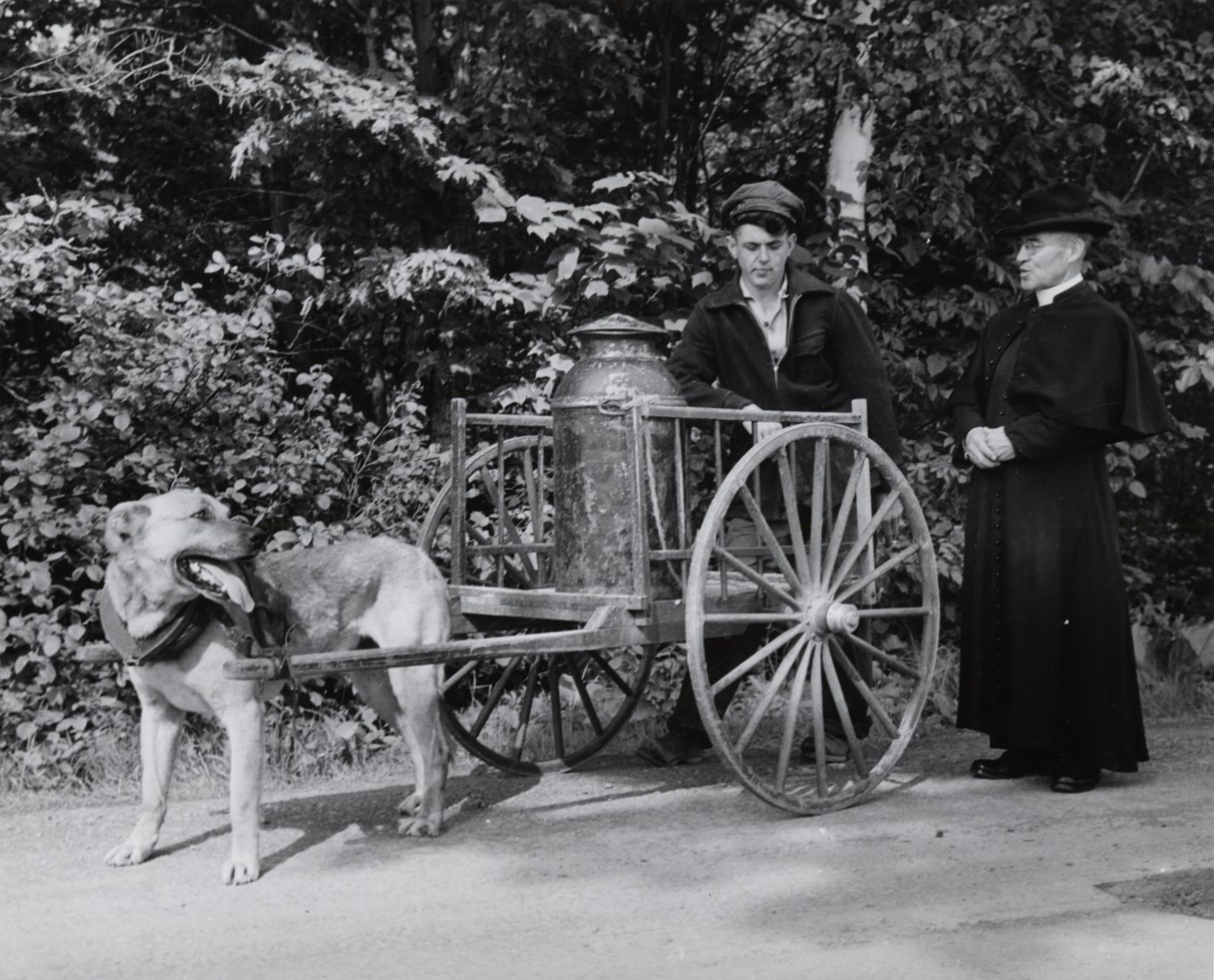
Transport de lait avec un chien, île d'Orléans, vers 1930

- Transport de lait avec un chien, île d'Orléans, vers 1930Le chien d'attelage (voir voiture à chien).

## Historique
L'utilisation de l'énergie animale ne s'est pas faite en même temps que sa domestication. On estime que l'homme a commencé à atteler des bovins à des araires ou des véhicules à roues durant le IVe millénaire av. J.-C. Ces techniques inventées dans l'ancien croissant fertile ou en Ukraine ont par la suite connu un développement mondial.
Vers 2600 avant notre ère, en Mésopotamie, le kunga a été le premier hybride utilisé comme animal de trait.
Il a ouvert la voie à l'utilisation du cheval.
Dans les pays industrialisés, l'utilisation des animaux de trait a fortement régressé depuis la fin de la Seconde Guerre mondiale avec le développement de la mécanisation (moteur à combustion interne et électricité), et garde une place marginale dans le tourisme.
Toutefois, la traction animale garde toute son importance en Afrique subsaharienne où elle se développe.

## Économie

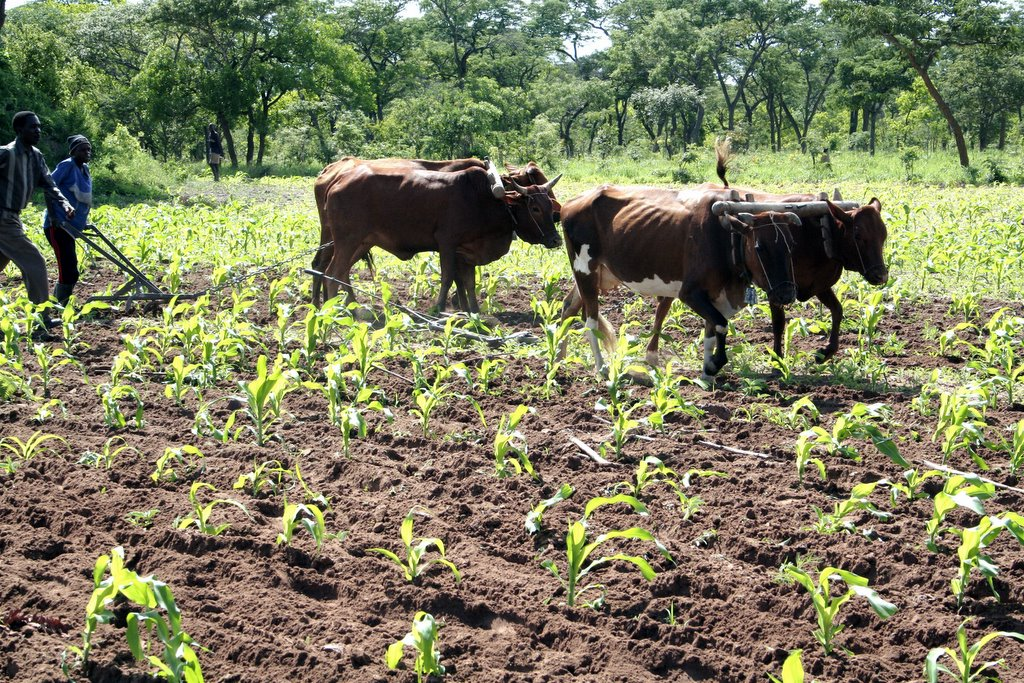
Travail du sol avec bœufs de trait en Zambie.

Sur le plan international, si l'on se place du point de vue de l'agriculteur et de son outil de travail, l'usage des animaux de trait reste majoritaire : d'après la FAO, sur environ 1,3 milliard d’agriculteurs au monde, 430 millions utilisent la traction animale et la fertilisation animale (et près de 30 millions cultivent dans le cadre du trio mécanisation / intrants synthétiques / irrigation ; le reste, soit près de 1 milliard, cultive à la main)[réf. nécessaire].
Dans les pays industrialisés, cela dit, la journaliste Corinne Smith relève un certain retour des animaux de trait pour de multiples usages : « Plusieurs villes et villages se sont lancés dans l'expérience concluante du remplacement des polluants et bruyants engins municipaux par le paisible cheval de trait. » La journaliste cite la ville de Trouville pour la collecte du verre, la ville de Saint-Pierre-sur-Dives pour le ramassage scolaire, les villes de Poitiers, Nantes, Pfaffenhoffen, Paris (Bois de Vincennes) pour l'entretien des espaces verts. Ce léger retour s'observe aussi dans le monde agricole : selon l'Association France Trait, il y aurait en France environ 80 chevaux vignerons en France (chiffre de 1995). Un certain regain s'observe également pour les outils à traction animale de travail du sol et d’entretien des cultures : les outils innovants et polyvalents conçus par Jean Nolle puis l'association PROMMATA après sa mort se diffusent aussi bien en France que dans les pays du Sud (en France, à raison d'une trentaine par an). De plus amples informations peuvent être trouvées au sein de l'association qui présente ces technologies.

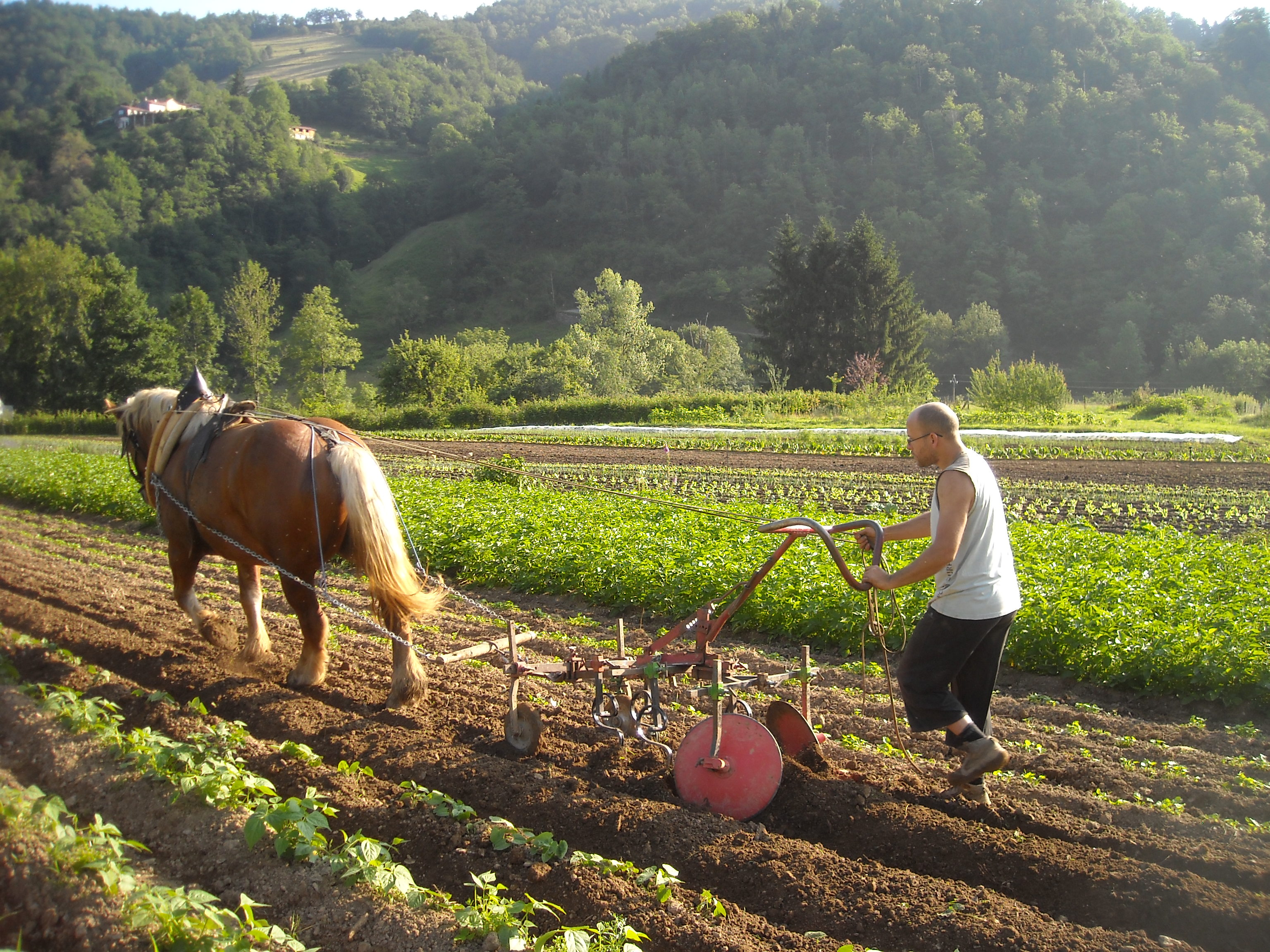
Utilisation d'outils modernes pour l'agriculture en traction animale.

Les usagers de ce type d'outils sont, en France, principalement des maraîchers et des viticulteurs qui veulent conserver leur autonomie et se réapproprier des savoir-faire non industriels et non marchands. Cette évolution est à relier au développement d’un maraîchage polyvalent au sein des AMAP. Mais la traction animale dispose traditionnellement de nombreux avantages par rapport au tracteur (ils sont cependant à relativiser si l'on considère un équipage d'animaux de puissance égale à un micro-tracteur de 2023 4RM et bien équipé en pneumatiques) :
- faible tassement du sol ;
- possibilité de rentrer dans une parcelle encore humide sans faire de dégâts, donc extension de la saison de culture ;
- grande maniabilité dans les endroits exiguës comme les terrasses ;
- possibilité d'intervenir sur une culture très développée sans abîmer la culture contrairement aux roues d'un tracteur ;
- absence de pollution, ce qui peut être très important lors du travail sous serre ;
- indépendance énergétique ;
- production de fumier qui peut être utilisé pour fertiliser les terres ;
- faible coût d'investissement, ce qui limite le recours à l'emprunt ;
- agréable à utiliser car il n'y a pas de bruit du moteur ni de gaz d'échappements, on est derrière l'outil donc pas besoin de se retourner sans cesse pour voir son travail ce qui évite les torticolis, et on travaille avec un être vivant ce qui est source d'épanouissement et de valorisation du travail.

Cependant ces avantages s'accompagnent aussi de contraintes supplémentaires :
- besoin de s'occuper régulièrement de l'animal et de le nourrir ;
- risque qu'il se blesse et ne puisse plus travailler, donc les agriculteurs ont souvent plusieurs bêtes, ce qui est aussi meilleur pour eux pour qu'ils se sentent moins seuls ;
- moindre vitesse et force de traction, ce qui est gênant sur de grandes surfaces mais moins en maraîchage ou viticulture où on travaille rarement plus d'un rang à la fois ;
- pas de prise de force ce qui complique l'utilisation d'outils rotatifs.

À Madagascar (deuxième moitié du XXe siècle) on développa par croisement une nouvelle race de bovin devant être utilisée aussi comme animal de trait. On le nomma le renitelo. L'utilisation de charrette à bœuf au centre de ce pays était encore très populaire à la fin des années 1980.
Les animaux de trait sont encore largement utilisés dans certains pays africains. Ce sont notamment des bovins qui sont utilisés pour le labour, et dans une moindre mesure le sarclage, le buttage et le transport par charrettes, mais des ânes. La traction animale se développe dans une vaste partie de l'Afrique subsaharienne où elle se substitue au travail manuel. Ainsi, les animaux sont utilisés pour le transport en zones arides et la préparation sommaire des terres en zones semi-arides. La traction animale s'implante également fortement dans les zones sub-humides où les cultures annuelles telles que le coton, le manioc, le riz et le maïs sont possibles, mais elle est également présente dans les zones plus montagneuses, comme dans les montagnes éthiopiennes où elle est millénaire.

## Machines
Un grand nombre de puits, d'installations d'irrigation, de moulins et d'usines (forges, presses, etc.) ont utilisé la force animale, notamment au moyen de norias et de treuils. L'utilisation du cheval dans les mines a aussi été assez importante de la seconde moitié du XIXe siècle aux années 1950 dans tous les pays qui pratiquent l'extraction du charbon.

## Attelages

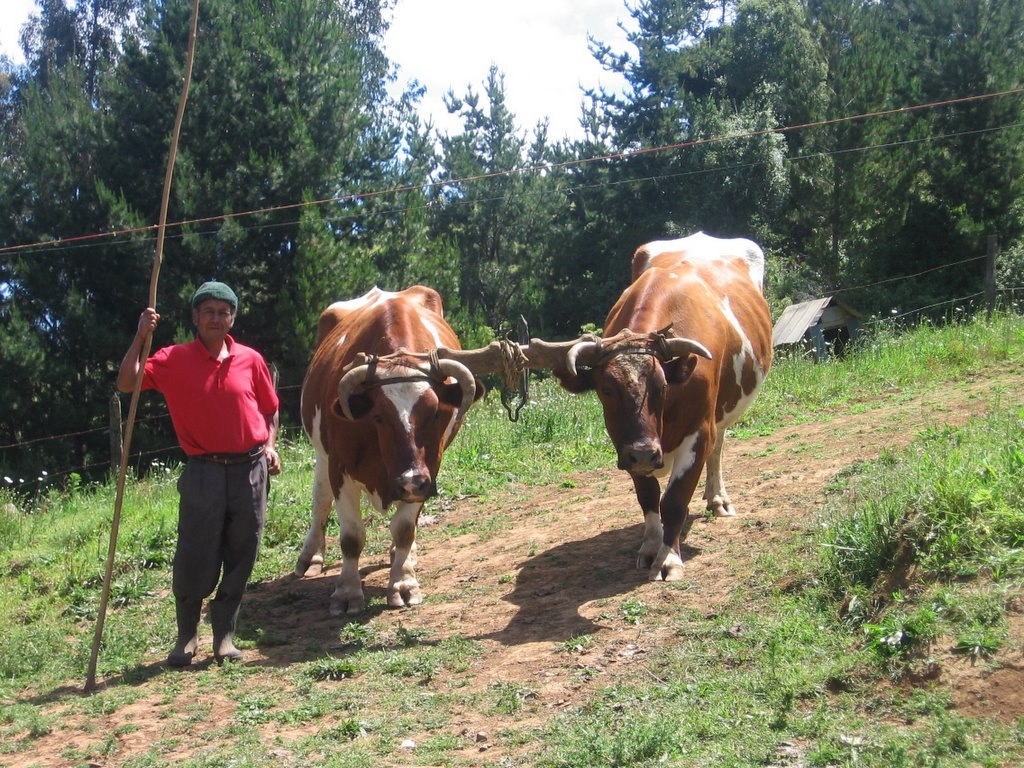
Bœufs liés par un joug de cornes.

L'utilisation d'animaux de trait nécessite généralement la création d'un équipement d'attache, l'attelage, permettant à l'animal de tracter une charge, sans se blesser. Le plus ancien système serait le joug à cornes, où dans l'Égypte antique, une barre en bois était placée entre les cornes d'un bovidé. Avec le temps, la barre en bois est sculptée pour mieux s'adapter à la morphologie de l'animal et des trous sont réalisés pour y faire passer les liens en cuir permettant la traction de la charge.

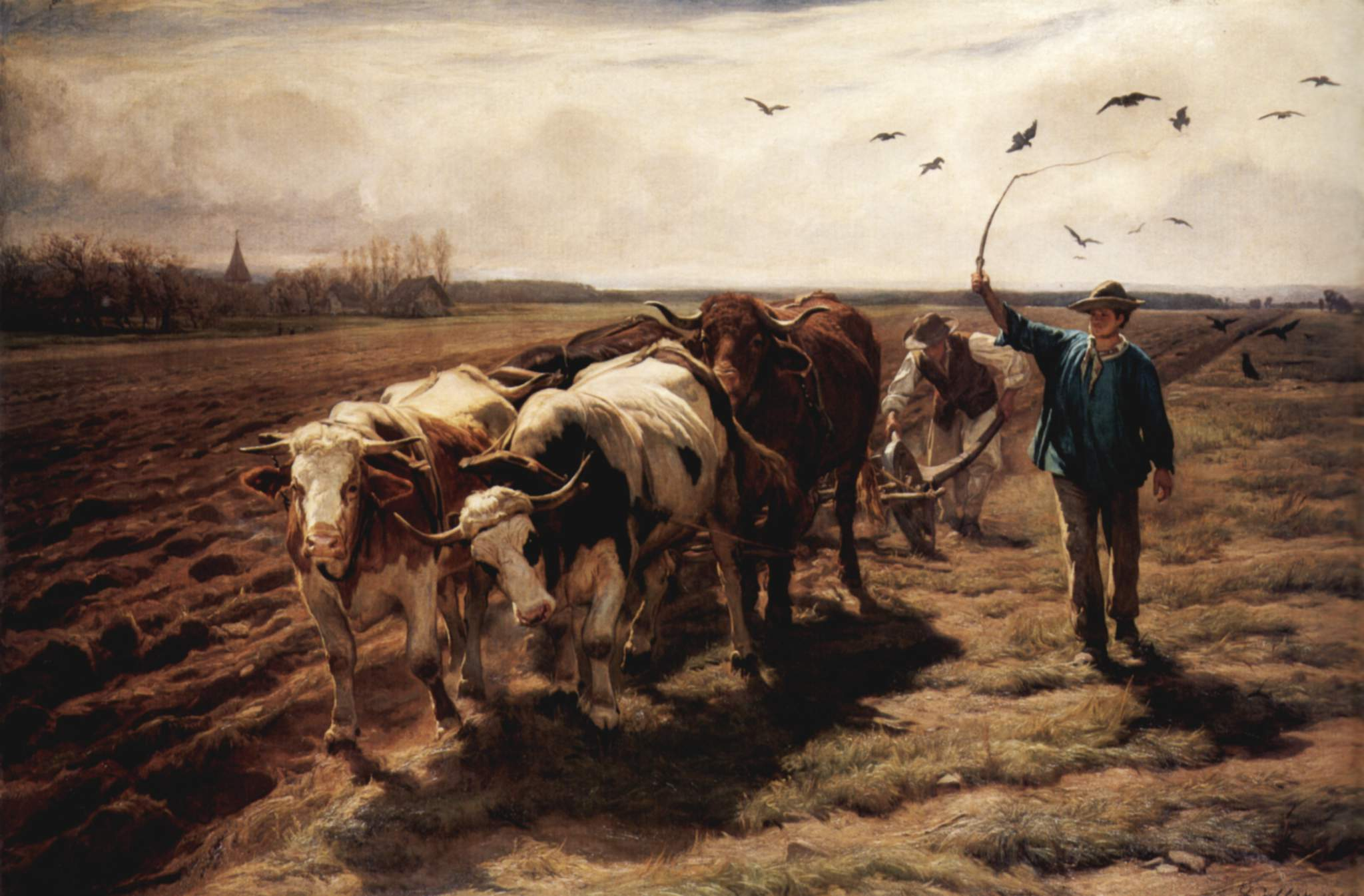
Labour à quatre avec un joug de garrot, de Rudolf Koller (1868).

Le joug de garrot est une évolution du joug à cornes qui permet l'utilisation d'animaux sans cornes ou dont la forme des cornes ne se prêtent pas au joug de cornes. Il consiste en une barre en bois posée sur le garrot, avec une attache passant au-dessus des épaules et prenant appui sur la cage thoracique. Le problème du joug de garrot est qu'il écrase le cou de l'animal, l'empêchant d'utiliser toute sa force.
Les jougs s'utilisent exclusivement avec des animaux ayant le cou dans le même alignement que celui de la colonne vertébrale, ce qui n'est pas le cas du cheval. C'est ainsi qu'est créé ce que l'on nomme l'attelage antique, qui consiste en une large bande en cuir placé sur la cage thoracique, la bricole. Cette bande est ensuite attachée à une barre en bois posé sur le garrot. Ainsi l'animal tracte la charge avec comprimant son torse. Le problème est que cet attelage n'est pas très efficace, car il écrase le torse de l'animal, ce qui l'empêche de respirer correctement et il réduit donc son allure.
Pour les chevaux, le collier d'épaules, connu dès le Ier siècle, mais qui se répand seulement à partir du XIe siècle, permettait une meilleure transmission de la puissance du cheval et ne gênait pas sa respiration.

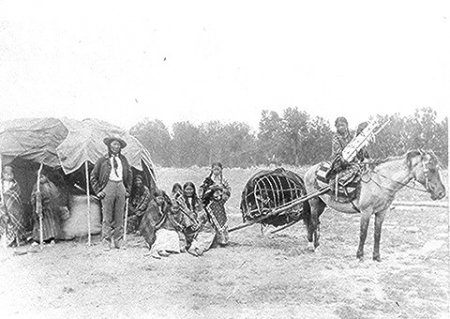
Cheyennes utilisant le travois sur un cheval.

Le travois est un autre type d'attelage que l'on peut utiliser sur le cheval, mais également sur le chien. Utilisé par les autochtones d'Amérique, il consiste en deux barres de bois reposant sur les flancs de l'animal. Les deux extrémités supérieures sont réunies, tandis que celles inférieures reposent sur le sol. Son avantage est qu'il ne comprime pas le torse de l'animal.

## Soins et conditions de vie

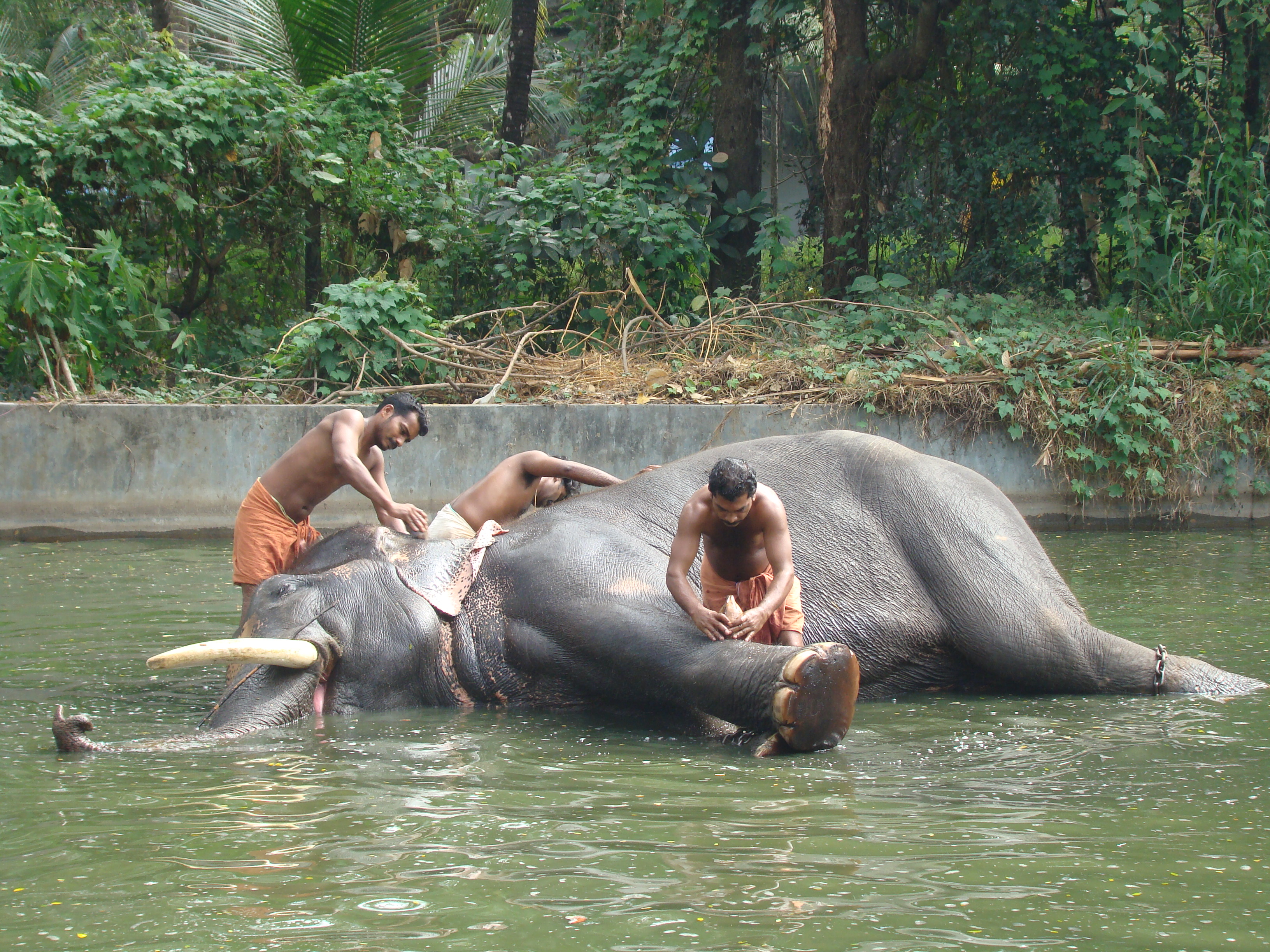
Entretien de la peau d'un éléphant.

Les animaux de trait font en principe régulièrement l'objet de soins.

## Déplacements

Ancien panneau routier italien.

Les déplacements d'attelages sur la voie publique sont réglementés dans beaucoup de pays.

## Filmographie
- Trait de vie, documentaire réalisé par Sophie Arlot et Fabien Rabin, sorti en 2018.